# Moederhuis van de congregatie der zusters penitenten van Sint-Franciscus van Assisi van Opbrakel

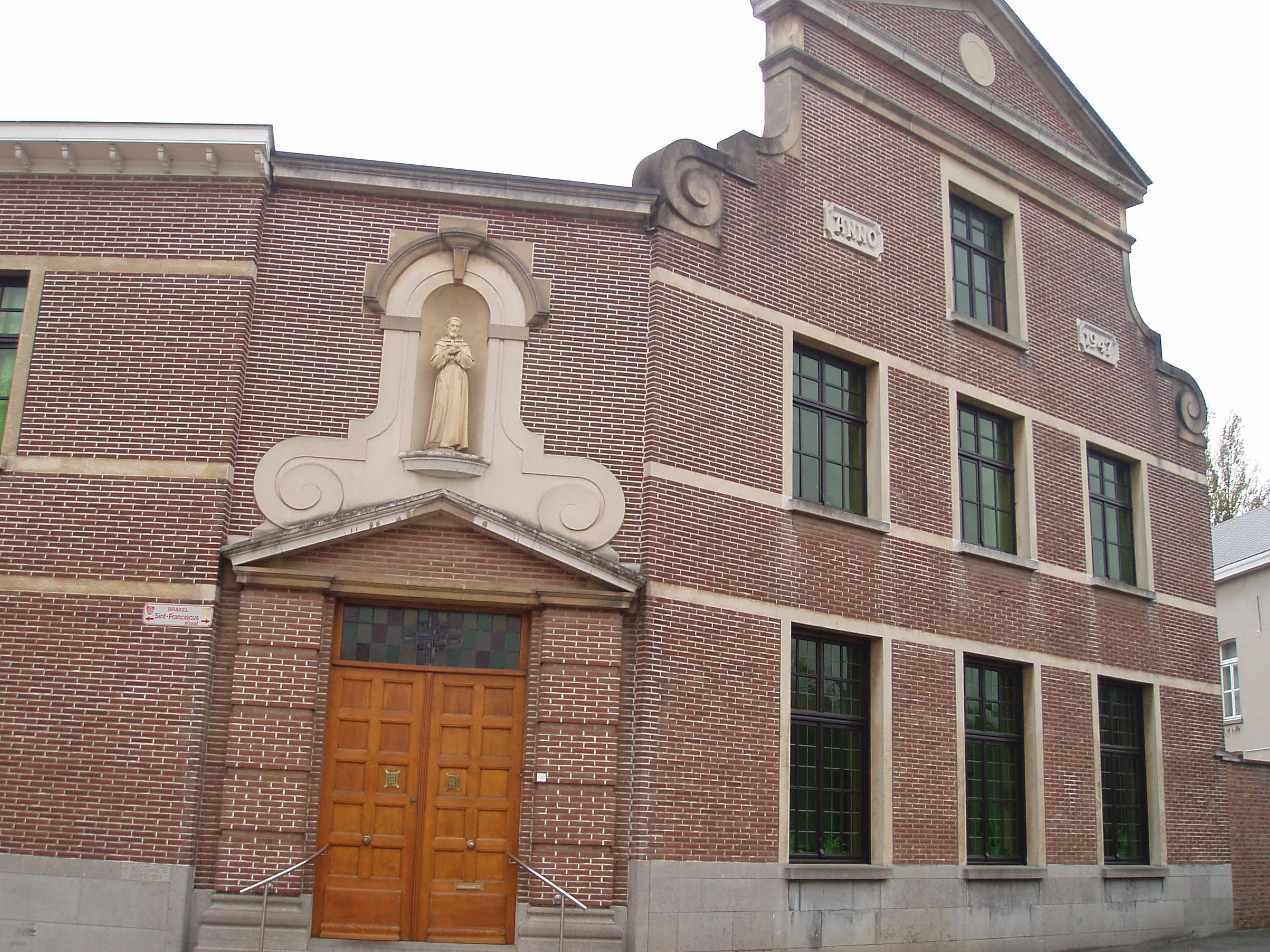
Neobarokke gevel

Het Moederhuis van de congregatie der zusters penitenten van Sint-Franciscus van Assisi van Opbrakel is een kloostercomplex in de tot de Oost-Vlaamse gemeente Brakel behorende plaats Opbrakel, gelegen aan de Sint-Franciscusstraat 2 en 2A.

## Geschiedenis
In 1819 kwam de voormalige woning van Jan Baptist Willem Camberlyn d'Amougies ter beschikking van zusters die er een verzorgingshuis voor wezen, zieken en ouderen stichtten. In 1821 werd de zustercongregatie gesticht. Er kwam een kloosterschool en tot 1932 ook een meisjesinternaat. Het complex werd uitgebreid vooral in 1874 en in de jaren '90 van de 19e eeuw. Ook in de eerste helft van de 20e eeuw werd het complex nog uitgebreid waarbij in 1947 de merkwaardige neobarokke klokgevels werden gebouwd. Ook later in de 20e eeuw werd nog uitgebreid en verbouwd.

## Gebouw
Centraal staat het baljuwhuis uit het midden van de 18e eeuw dat zich in het centrum van het U-vormige kloostercomplex bevindt. Doordat er veel aan verbouwd werd is de oorspronkelijke opzet, mogelijk een dubbelhuis, niet meer zichtbaar. Op het dak van de oostvleugel bevindt zich een achthoekig klokkentorentje dat verwijst naar de voormalige kapel.
In de tuin bevindt zich nog een Lourdesgrot. Verder bevindt zich er de kloosterhoeve uit de 19e eeuw en uit 1925.